# The Witcher (serial)
The Witcher este un serial de televiziune pe internet de acțiune, fantezie și dramă, creat de Lauren Schmidt Hissrich pentru Netflix care are la bază o serie de romane și nuvele fantastice scrise de autorul polonez Andrzej Sapkowski.
Amplasat într-o lume medievală pe o suprafață cunoscută sub numele de Continentul, seria se învârte în jurul „vrăjitorului” titular  Geralt din Rivia (Henry Cavill), vrăjitoarei Yennefer din Vengerberg (Anya Chalotra) și prințesei Ciri (Freya Allan). În lucrările lui Sapkowski, „vrăjitorii” sunt vânători de fiare care dezvoltă abilități supranaturale la o vârstă fragedă pentru a lupta cu fiarele și monștrii sălbatici. Cărțile au fost adaptate într-un film (The Hexer), două seriale de televiziune (The Hexer și The Witcher), o trilogie a jocurilor video (The Witcher, The Witcher 2: Assassins of Kings și The Witcher 3: Wild Hunt), și o serie de romane grafice. Seria de romane este cunoscută sub numele de Saga Witcher. Povestirile și romanele scurte au fost traduse în numeroase limbi, inclusiv engleză, germană, franceză, italiană, spaniolă, rusă și chineză.
Primul sezon urmează acțiunea din Ultima Dorință și Sabia Destinului, o colecție de povestiri scurte, care preced principala sagă The Witcher. Primul sezon explorează evenimente formative care le-au modelat pe cele trei personaje principale.
Cărțile au fost descrise ca având un cult ca urmare în Polonia și în țările Europei Centrale și de Est. 
Jocurile video au avut un mare succes, iar din martie 2018 au vândut peste 33 de milioane de exemplare în toată lumea.
Cele opt episoade din primul sezon au fost lansate în întregime pe 20 decembrie 2019. Un al doilea sezon a fost anunțat pe 13 noiembrie 2019, care este planificat a fi lansat în 2021.

## Actori și personaje

### Actori principali
- Henry Cavill ca Geralt de Rivia, un vânător de monștri cu puteri magice, cunoscut ca un „witcher”
- Anya Chalotra ca Yennefer of Vengerberg, o vrăjitoare și membră a Frăției de Vrăjitori
- Freya Allan ca Cirilla / Ciri, prințesa de Cintra, care posedă puteri magice
- Joey Adens ca Jaskier, un poet călător
- MyAnna Buring ca Tissaia de Vries, rector de Aretuza, o academie de educare a vrăjitoarelor
- Royce Pierreson ca Istredd, un vrăjitor care s-a împrietenit cu Yennefer
- Eamon Farren drept Cahir, un ofițer militar nilfgaardian
- Mimi Ndiweni ca Fringilla Vigo, o vrăjitoare care s-a antrenat alături de Yennefer
- Wilson Radjou-Pujalte ca Dara, un băiat elf refugiat
- Anna Shaffer ca Triss Merigold, o vrăjitoare care servește ca mag în Regatul Temeria
- Mahesh Jadu ca Vilgefortz, un vrăjitor

### Actori recurenți
- Lars Mikkelsen ca Stregobor, un vrăjitor, mentor pentru Istredd
- Jodhi Poate ca Regina Calanthe, conducător al Regatului Cintra, bunica Prințesei Cirilla
- Adam Levy ca Mousesack, druidul curții Cintra
- Björn Hlynur Haraldsson ca Regele Eist Tuirseach, soțul Reginei Calanthe
- Emma Appleton ca Prințesa Renfri, o prințesă devenită bandit[1]
- Maciej Musiał ca Sir Laszlo
- Tobi Bamtefa ca Sir Danek
- Therica Wilson-Read ca Sabrina Glevissig, o vrăjitoare care s-a antrenat alături de Yennefer
- Shaun Dooley ca Regele Foltest din Temeria
- Terence Maynard ca Artorius Vigo, un vrăjitor, unchiul lui Fringilla
- Judit Fekete ca Vanelle din Bruges
- Josette Simon ca Eithne, Regina Driadelor
- Nóra Trokán ca Generalul Driadelor
- Anna-Louise Plowman ca Zola

## Producție
Seria de cărți The Witcher a lui Andrzej Sapkowski a fost aproape adaptată într-un film Netflix de sine stătător, dar Kelly Luegenbiehl, vice-președinte al International Originals la Netflix, i-a convins pe producători să nu ia această decizie. Ea și-a amintit că i-a întrebat: „Cum poți lua opt romane și transforma într-un film? Există atât de mult material aici. După o serie de conversații, producătorii au fost foarte încântați de ideea de a folosi materialul sursă pentru un serial mai lung”. În luna mai 2017, Netflix a anunțat începerea producției unui serial de televeziune de dramă în engleză bazat pe aceste cărți.
În decembrie 2017 a fost raportat că Lauren Schmidt Hissrich va lucra ca showrunner pe spectacol. În aprilie 2018, Schmidt Hissrich a spus că scenariul pentru episodul pilot a fost terminat, iar primul sezon va avea opt episoade. În 2017, a fost raportat că Andrzej Sapkowski va servi drept consultant de creație pentru spectacol, dar în ianuarie 2018 Sapkowski a negat orice implicare directă. Cu toate acestea, el s-a întâlnit cu Schmidt Hissrich în aprilie 2018, iar în mai 2018 a declarat că este parte din echipa de creație a proiectului. În luna august, Andrew Laws a fost numit drept designer de producție. În decembrie, Radio Times a raportat că regizorii Alik Sakharov și Charlotte Brändström s-au alăturat proiectului.
Netflix a anunțat un al doilea sezon pe data de 13 noiembrie 2019, a cărui producție este prevăzută să înceapă în Londra la începutul anului 2020, cu o lansare planificată pentru 2021.

### Script
Primul sezon a fost expus într-un mod non-linear, despre care Hissrich spus că a fost inspirat de filmul Dunkirk din 2017 al lui Christopher Nolan. Hissrich a spus și că a dat o importanță mai mare personajelor Yennefer și Cirilla pentru a permite telespectatorilor să le înțeleagă mai bine, ilustrând poveștile, motivațiile, călătoria, și complicațiile acestora. Pentru cel de-al doilea sezon, Hissrich a spus povestea va fi construită pe fundația primului sezon, devenind mai concentrat, și că personajele vor interacționa mai frecvent.

### Casting
În septembrie 2018, Netflix a anunțat că Henry Cavill îl va juca pe Geralt de Rivia, care a fost selectat din peste 200 de actori. În octombrie 2018, Anya Chalotra și Freya Allan au fost selectate pentru Yennefer of Vengerberg și respectiv Prințesa Cirilla, în timp ce Jodhi May, Björn Hlynur Haraldsson, Adam Levy, MyAnna Simt, Mimi Ndiweni și Therica Wilson-Citit s-au alăturat. Alte selecții au fost anunțate mai târziu în acea lună, printre care Eamon Farren, Joey Adens, Lars Mikkelsen, Royce Pierreson, Maciej Musiał, Wilson Radjou-Pujalte și Anna Shaffer.

### Filmare
În aprilie 2018, Schmidt Hissrich a menționat că serialul va fi filmat în Europa de Est.
Filmările pentru primul sezon au început pe 31 octombrie 2018, în Ungaria. În martie 2019, producția s-a mutat la Gran Canaria, în Insulele Canare, cu unele scene planificate pentru a fi filmate în insulele La Palma și La Gomera. Filmările s-au încheiat la Castelul Ogrodzieniec din Polonia. Filmările pentru primul sezon s-au încheiat în mai 2019.